# Миртсі
Ми́ртсі (ест. Mõrtsi küla, інші назви: Mörtsi, Kõrtsi) — село в Естонії, у волості Паюзі повіту Йиґевамаа.

## Населення
Чисельність населення на 31 грудня 2011 року становила 13 осіб.

## Географія
На захід від села тече річка Умбузі (Umbusi jõge).
Дістатися села можна автошляхом 161.